# Сборная Бельгии по теннису в Кубке Билли Джин Кинг
Сборная Бельгии в Кубке Федерации — женская национальная теннисная сборная, представляющая Бельгию в Кубке Федерации — крупнейшем женском теннисном турнире на уровне национальных команд. Победитель турнира 2001 года, финалист 2006 года.

## История
Бельгийская сборная участвует в розыгрышах Кубка Федерации с 1963 года — первого года проведения этого турнира. Бо́льшую часть сезонов бельгийки провели в Мировой группе — высшем дивизионе соревнования, выпав из него только один раз — в 1993 году, после чего два сезона провели в I Европейско-африканской группе. При этом, хотя бельгийская команда регулярно выступала в высшем эшелоне Кубка Федерации, ей обычно было трудно на равных бороться за главный трофей турнира и в основном она выбывала из борьбы уже в первом или втором круге.
Ситуация стала меняться, когда в составе команды в середине 90-х годов появились Сабин Аппельманс и Элс Калленс. В 1997 году они разгромили на пути в полуфинал Мировой группы испанок во главе со знаменитой Аранчей Санчес, выиграв по две встречи в одиночном разряде и добавив победу в парах, где Калленс выступала с Нанси Фебер. В полуфинале они, однако, не смогли противостоять будущим чемпионкам — француженкам, а на следующий год потерпели от них же поражение уже в первом туре. В следующие несколько сезонов состав сборной усилили Ким Клейстерс и Жюстин Энен, в 2001 году вместе с Калленс и Лоранс Куртуа принесшие Бельгии первый в её истории Кубок Федерации. В финале против команды России обе будущие первые ракетки мира выиграли свои одиночные встречи с Надеждой Петровой и Еленой Дементьевой, решив исход матча досрочно. Через два года Бельгия в третий раз за историю дошла до полуфинала Мировой группы, где проиграла команде США, а в 2006 году Энен при помощи сначала Клейстерс (в матче с Россией), а затем Кирстен Флипкенс (с матче с США) вывела команду во второй в её истории финал. В финале против итальянок счёт после четырёх личных встреч был равным — 2:2, причём Энен выиграла обе своих игры, а Флипкенс обе проиграла. В парной игре при счёте 1:1 по сетам бельгийки сдали матч, так как Энен получила травму колена и не могла продолжить игру.
После временного ухода Клейстерс и Энен бельгийская сборная опустилась из I во II Мировую группу, но их возвращение помогло ей также вернуться в высший эшелон. В 2011 году Клейстерс и Янина Викмайер после победы над командой США в очередной раз вывели команду в полуфинал Мировой группы, где уступили будущим чемпионкам — сборной Чехии, но уже на следующий год, после окончательного ухода Клейстерс, команда снова оказалась во II Мировой группе, из которой через год тоже выбыла. Возвращение во II Мировую группу состоялось по итогам турнира 2016 года, а через год команда вернулась и в высший эшелон благодаря удачной игре нового лидера сборной Элизе Мертенс.

### Участие в финалах
| Результат | Год  | Место проведения  | Состав                                       | Соперник | Счёт |
| Победа    | 2001 | Мадрид, Испания   | Э. Калленс, К. Клейстерс, Л. Куртуа, Ж. Энен | Россия   | 2-1  |
| Поражение | 2006 | Шарлеруа, Бельгия | К. Флипкенс, Ж. Энен                         | Италия   | 2-3  |

## Статистика и рекорды
- Самая длинная серия побед — 9 (1995—1997, включая победы над сборными Румынии (дважды), Хорватии, Израиля, Венгрии, Республики Кореи, Индонезии, ЮАР и Испании на пути из I Европейско-африканской группы в полуфинал I Мировой группы)
- Самая крупная победа — 5:0 по играм, 10:0 по сетам, 60:20 по геймам ( Бельгия —  Колумбия, 2008)
- Самый длинный матч — 10 часов 26 минут ( Испания —  Бельгия, 2004)
  - Наибольшее количество геймов в матче — 131 ( Нидерланды —  Бельгия, 1999)
- Самая длинная игра — 3 часа 35 минут ( Вирхиния Руано Паскуаль —  Элс Калленс 6:2, 4:6, 9:11, 2004)
  - Наибольшее количество геймов в игре — 42 ( Меганн Шонесси —  Кирстен Флипкенс 6:7(4), 7:6(8), 9:7, 2003)
- Наибольшее количество геймов в сете — 32 ( Лучия Басси/Даниэла Марзано —  Моник ван Хавер/Мишель Гурдал 17:15, 6:1, 1974)

- Наибольшее количество сезонов в сборной — 19 (Кирстен Флипкенс)
- Наибольшее количество матчей — 33 (Сабин Аппельманс)
- Наибольшее количество игр — 54 (Сабин Аппельманс, 32—22)
- Наибольшее количество побед в играх — 33 (Сабин Аппельманс, 32—22)
  - В одиночном разряде — 25 (Сабин Аппельманс, 25—13)
  - В парном разряде — 17 (Элс Калленс, 17—6)
  - Самая результативная пара — 11 (Моник ван Хавер / Мишель Гурдал, 11—9)
- Самый молодой игрок — 14 лет 252 дня (Тамарин Хендлер, 21 апреля 2007)
- Самый возрастной игрок — 37 лет 232 дня (Кристиана Мерселис, 24 мая 1969)

## Состав в сезоне 2023 года
- Мари Бенуа
- Исалин Бонавентюре
- Янина Викмайер
- Грет Миннен
- Кирстен Флипкенс

Капитан — Вим Фиссетт

## Недавние матчи

### Плей-офф, 2023 год
| Бельгия 3 | Dôme de Charleroi, Шарлеруа, Бельгия 11—12 ноября 2022 Хард (i) | Dôme de Charleroi, Шарлеруа, Бельгия 11—12 ноября 2022 Хард (i) | Венгрия 1 |      |     |            |
| \| \| \| \| 1 \| 2 \| 3 \| \| \| - \| \| ----------------------------------------------------------- \| --- \| ---- \| --- \| ---------- \| \| 1 \| \| Грет Миннен Далма Галфи \| 3 6 \| 3 6 \| \| \| \| 2 \| \| Янина Викмайер Анна Бондар \| 7 5 \| 6 2 \| \| \| \| 3 \| \| Грет Миннен Анна Бондар \| 3 6 \| 6 3 \| 6 4 \| \| \| 4 \| \| Янина Викмайер Далма Галфи \| 6 2 \| 64 7 \| 6 1 \| \| \| 5 \| \| Мари Бенуа / Кимберли Циммерман Тимея Бабош / Фанни Штоллар \| \| \| \| not played \| |                                                                 |                                                                 |           |      |     |            |
| |                                                                 |                                                                 | 1         | 2    | 3   |            |
| 1 | Флаг Бельгии · Флаг Венгрии                                     | Грет Миннен Далма Галфи                                         | 3 6       | 3 6  |     |            |
| 2 | Флаг Бельгии · Флаг Венгрии                                     | Янина Викмайер Анна Бондар                                      | 7 5       | 6 2  |     |            |
| 3 | Флаг Бельгии · Флаг Венгрии                                     | Грет Миннен Анна Бондар                                         | 3 6       | 6 3  | 6 4 |            |
| 4 | Флаг Бельгии · Флаг Венгрии                                     | Янина Викмайер Далма Галфи                                      | 6 2       | 64 7 | 6 1 |            |
| 5 | Флаг Бельгии · Флаг Венгрии                                     | Мари Бенуа / Кимберли Циммерман Тимея Бабош / Фанни Штоллар     |           |      |     | not played |

### Квалификация, 2023 год
| Канада 3 | Пасифик Колизиум, Ванкувер, Канада 14—15 апреля 202 Хард (i) | Пасифик Колизиум, Ванкувер, Канада 14—15 апреля 202 Хард (i)        | Бельгия 2 |     |     |  |
| \| \| \| \| 1 \| 2 \| 3 \| \| \| - \| \| ------------------------------------------------------------------- \| --- \| --- \| --- \| \| \| 1 \| \| Лейла Фернандес Янина Викмайер \| 6 0 \| 6 3 \| \| \| \| 2 \| \| Ребекка Марино Исалин Бонавентюре \| 6 4 \| 4 6 \| 4 6 \| \| \| 3 \| \| Лейла Фернандес Исалин Бонавентюре \| 4 6 \| 7 5 \| 6 2 \| \| \| 4 \| \| Кэтрин Себов Грет Миннен \| 2 6 \| 6 3 \| 3 6 \| \| \| 5 \| \| Габриэла Дабровски / Лейла Фернандес Грет Миннен / Кирстен Флипкенс \| 6 1 \| 6 2 \| \| \| |                                                              |                                                                     |           |     |     |  |
| |                                                              |                                                                     | 1         | 2   | 3   |  |
| 1 | Флаг Канады · Флаг Бельгии                                   | Лейла Фернандес Янина Викмайер                                      | 6 0       | 6 3 |     |  |
| 2 | Флаг Канады · Флаг Бельгии                                   | Ребекка Марино Исалин Бонавентюре                                   | 6 4       | 4 6 | 4 6 |  |
| 3 | Флаг Канады · Флаг Бельгии                                   | Лейла Фернандес Исалин Бонавентюре                                  | 4 6       | 7 5 | 6 2 |  |
| 4 | Флаг Канады · Флаг Бельгии                                   | Кэтрин Себов Грет Миннен                                            | 2 6       | 6 3 | 3 6 |  |
| 5 | Флаг Канады · Флаг Бельгии                                   | Габриэла Дабровски / Лейла Фернандес Грет Миннен / Кирстен Флипкенс | 6 1       | 6 2 |     |  |